# Розгардіяш, або Ґоґель-моґель 3
«Розгардіяш, або Ґоґель-моґель 3» (пол. Miszmasz, czyli kogel-mogel 3) — польський комедійний фільм 2019 року режисера Кордіана Півоварського, знятий компанією MTL Maxfilm. Це третя частина серії кінокомедій, започаткованої фільмом «Ґоґель-моґель» (1988). Прем'єра фільму в Польщі відбулася 25 січня 2019 року.

## Сюжет
Після розлучення Кася живе з матір'ю в селі Бжузки, де вона працює директоркою місцевої школи. До Польщі приїжджає її син, тридцятирічний Марцін Завада, який через десять років повернувся з Нідерландів, де жив з батьком. Невдовзі чоловік їде до Варшави, де знайомиться з Аґнєшкою, донькою Барбари та Мар'яна Воланських.

## Акторський склад
- Ґражина Блецька-Кольська — Катажина Сольська
- Катажина Ланєвська — Марія Сольська, матір Касі
- Нікодем Розбіцький — Марцін Завада
- Здзіслав Вардейн — Мар'ян Воланський
- Ева Каспшик — Барбара Воланська
- Александра Гамкало — Аґнєшка Воланська
- Мацей Закосьцельний — Пйотр Воланський
- Катажина Скжинецька — Марлена Воланська
- Анна Муха — інспекторка Божена Дудалла
- Йоанна Ярмолович — молодша аспірантка Івона Заб, поліціянтка з Бжузків
- Войцех Солаж — головний констебль Тадеуш, поліціянт із Бжузків
- Малґожата Рожнятовська — Зоф'я Ґождзікова
- Павел Новіш — Юзеф Ґождзік
- Єжи Роґальський — Сташек Коласа
- Віктор Зборовський — староста Зиґмунт Мацеяк, давній очільник ґміни
- Міколай Рознерський — Павел
- Міхаліна Сосна — Паула
- Маю Ґралінська Сакай — Мері
- Ельжбета Романовська — секретарка
- Даріуш Точек — священник
- Барбара Зелінська — пані Галинка
- Моніка Дрил — журналістка
- Матеуш Ґридлік — журналіст
- Павел Явор — журналіст радіо «RMF FM»
- Зенон Мартинюк — роль самого себе
- Ришард Варот — роль самого себе
- Роберт Клатт
- Маріуш Вінніцький
- Пйотр Стрихарський
- Александра Ґуральчик — танцюристка
- Сандра Руґ — танцюристка

## Фільмування
Кінострічку знімали у столиці Польщі, Варшаві, а саме в таких локаціях, як: Саксонський сад, площа Ґжибовського й вулиця Емілії Плятер. А також у селах Попово-Косьцельне, Попово-Парцеле, Чарново та Целестинув.